# Adriano Ferreira Martins
Adriano Ferreira Martins o simplement Adriano (nascut el 21 de gener de 1982, en São Paulo), és un futbolista brasiler. Juga a l'Al-Jaish, del Qatar.

## Títols

### Internacional
- Recopa Sudamèricana 2007.
- Copa Dubai: 2008.
- Campeonato Gaúcho: 2008.